# 久山岳
久山岳（きゅうさんだけ）は、北海道の河西郡芽室町と上川郡清水町の2町にまたがる標高1,411.3mの山である。山頂には三等三角点「臼山」が設置されている。

## 概要
日高山脈を構成する北日高の山で、主稜線上にある芽室岳から東に伸びる支稜線上の山で、さらに西側には剣山が聳える。日高山脈の中では登山道が存在する珍しい山である。
山名は久山川に由来し、アイヌ語の「キュー・サン（原野に自生する食用植物（根塊）を掘るために下りてくる場所）」が語源であるとされる。

## 登山
道道859号を進んだ先の剣山神社が登山口になっている。久山川右岸の尾根へ移動し登山道を登って山頂へ至る。登山道自体はあるものの藪に覆われている箇所が多いため残雪期に登られることが多い。